# Критёй-ла-Магделен
Критёй-ла-Магделе́н (фр. Criteuil-la-Magdeleine) — коммуна во Франции, находится в регионе Пуату — Шаранта. Департамент — Шаранта. Входит в состав кантона Сегонзак. Округ коммуны — Коньяк.
Код INSEE коммуны — 16116.
Коммуна расположена приблизительно в 420 км к юго-западу от Парижа, в 125 км южнее Пуатье, в 32 км к юго-западу от Ангулема.

## Население
Население коммуны на 2008 год составляло 426 человек.
| 1962 | 1968 | 1975 | 1982 | 1990 | 1999 | 2008 |
| ---- | ---- | ---- | ---- | ---- | ---- | ---- |
| 565  | 606  | 600  | 538  | 506  | 513  | 426  |

## Администрация
| Период | Период | Фамилия       | Партия | Примечания          |
| ------ | ------ | ------------- | ------ | ------------------- |
| 2001   | 2008   | Доминик Тийар |        |                     |
| 2008   | 2014   | Мишель Фужер  |        | инженер-консультант |

## Экономика
Основу экономики составляют сельское хозяйство и виноградарство.
В 2007 году среди 287 человек в трудоспособном возрасте (15—64 лет) 221 были экономически активными, 66 — неактивными (показатель активности — 77,0 %, в 1999 году было 67,5 %). Из 221 активных работали 203 человека (115 мужчин и 88 женщин), безработных было 18 (8 мужчин и 10 женщин). Среди 66 неактивных 22 человека были учениками или студентами, 11 — пенсионерами, 33 были неактивными по другим причинам.

## Достопримечательности
- Приходская церковь Сен-Макрен-Сен-Жан-Батист (XII век). Исторический памятник с 1952 года[3]
  - Кропильница (XVII век). Исторический памятник с 1941 года[4]
- Приходская церковь Сен-Маделен (XVII век)
- Поместье Мот (XVIII век)

## Фотогалерея

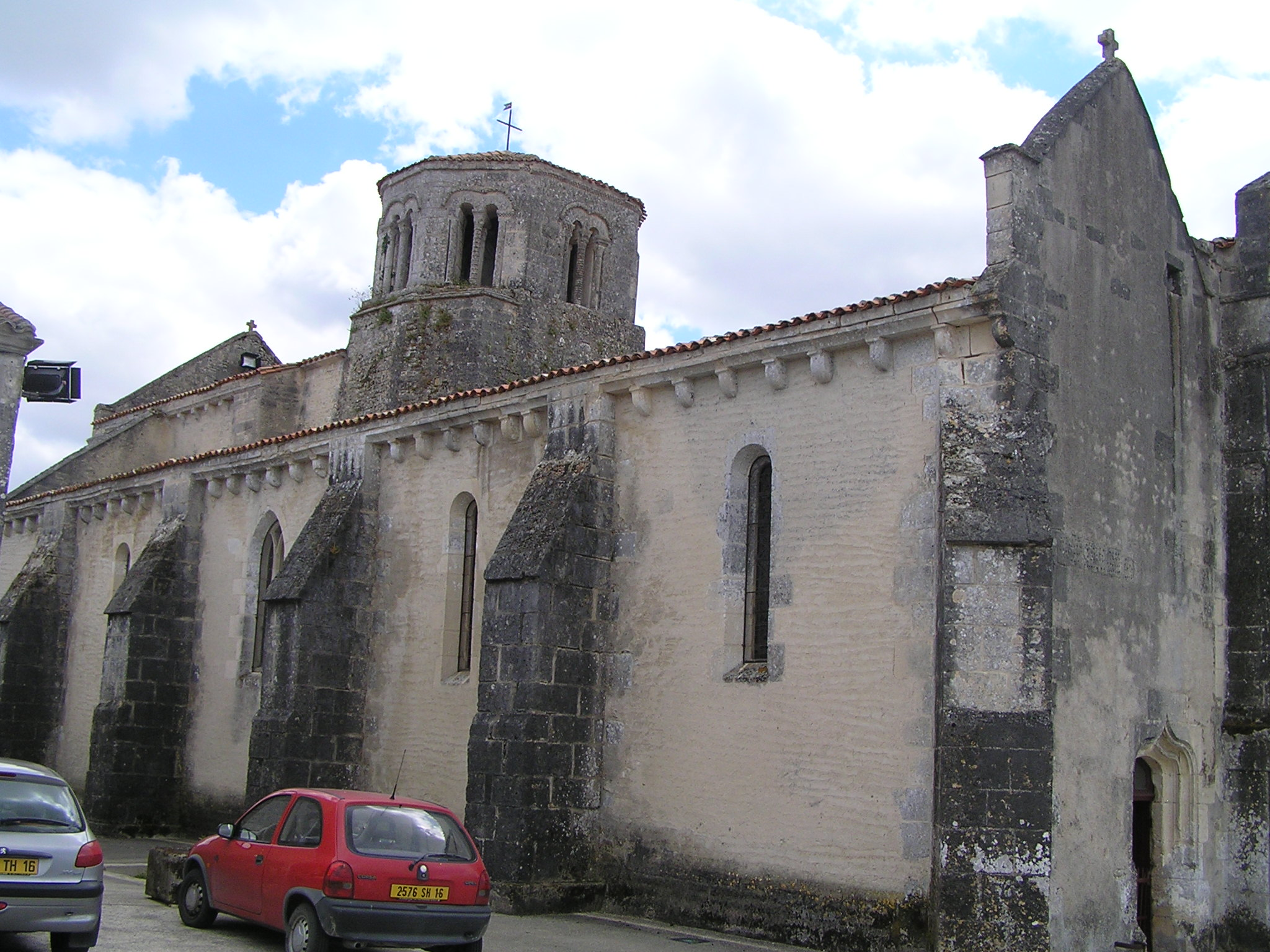
Церковь Сен-Макрен-Сен-Жан-Батист
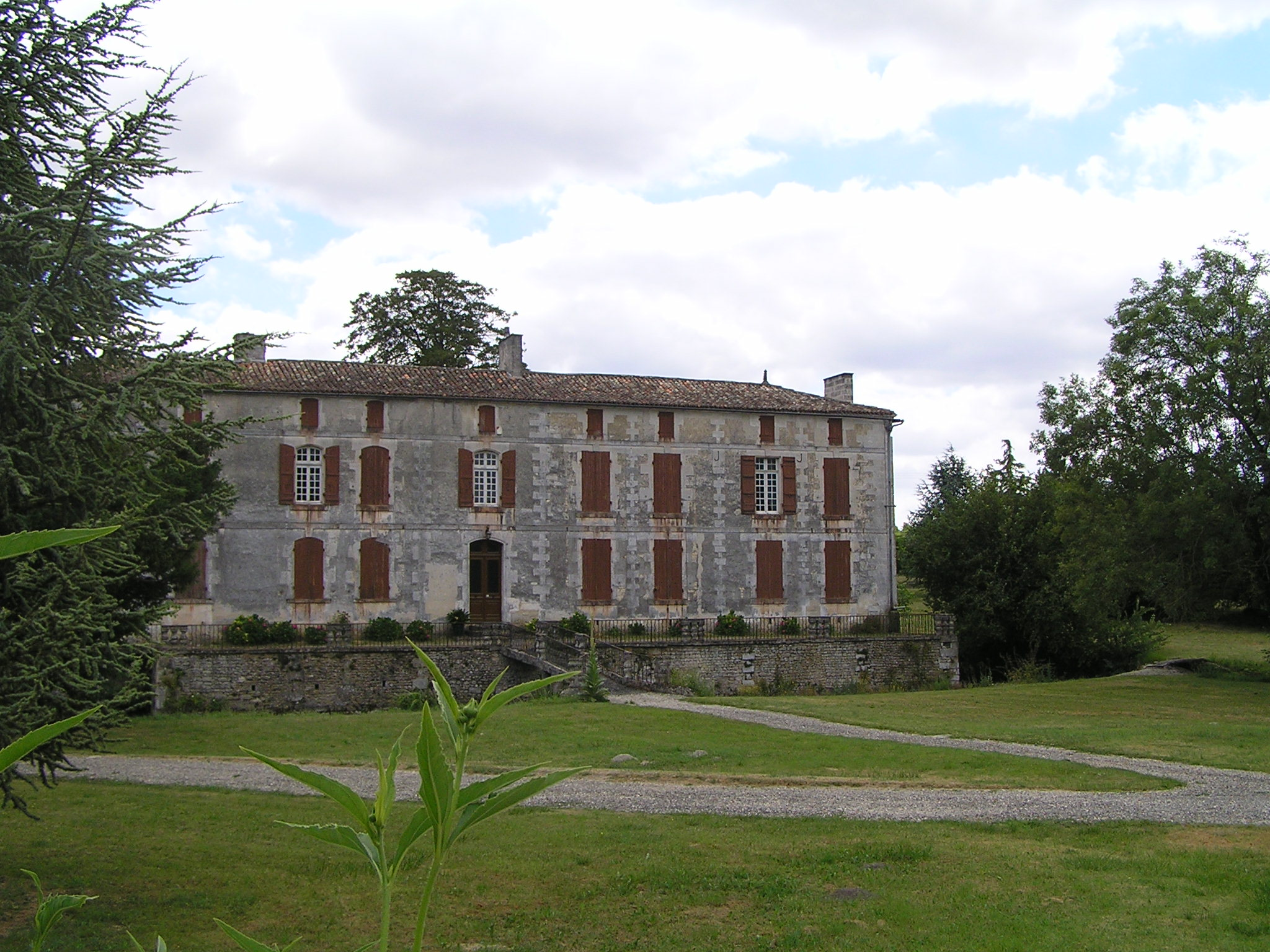
Поместье Мот
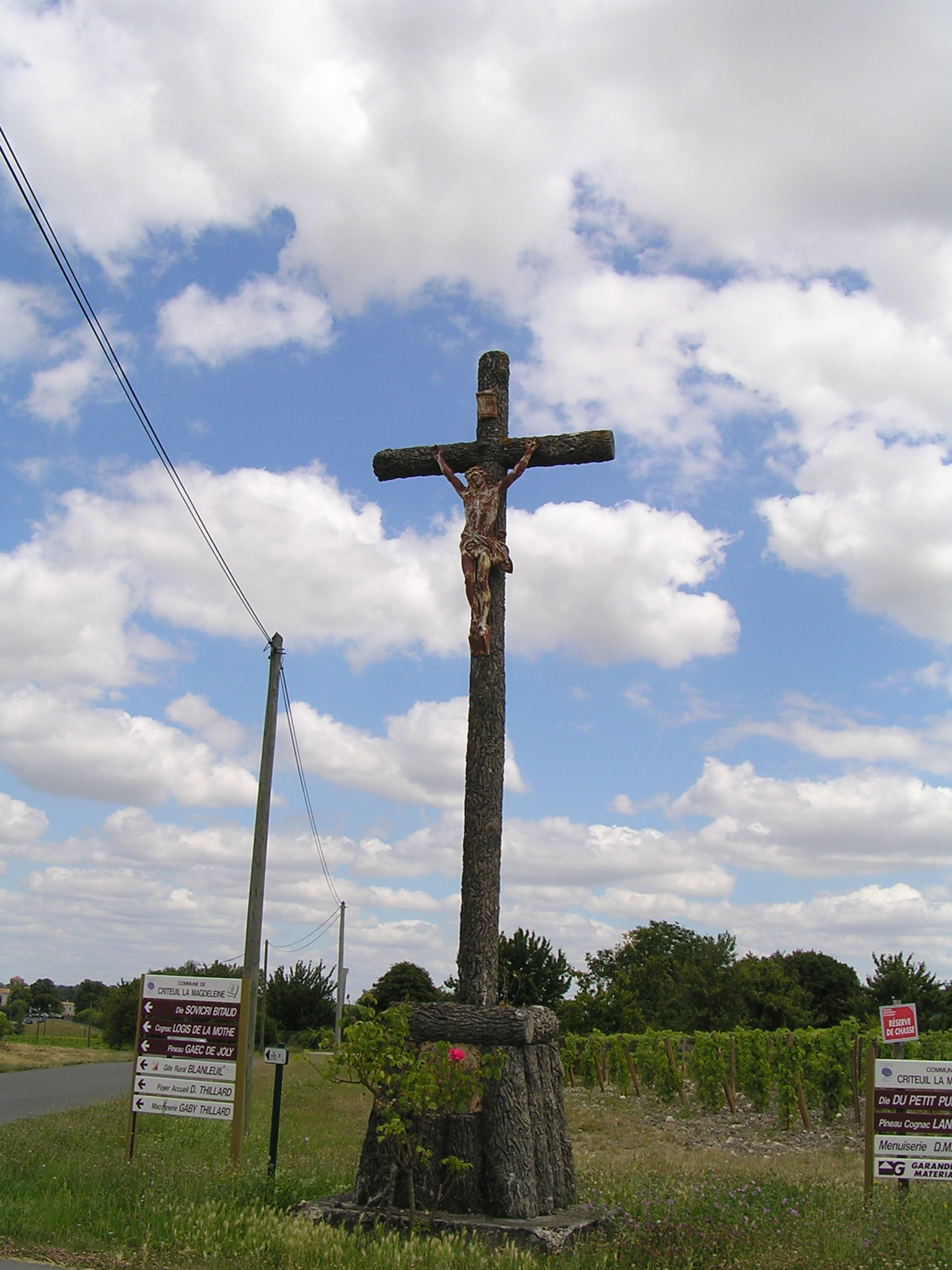
Придорожное распятие